# Laurent Chu Văn Minh
Laurent Chu Văn Minh (ur. 27 grudnia 1943 w Nam Định, zm. 4 sierpnia 2025 w Hanoi) – wietnamski duchowny rzymskokatolicki, w latach 2008-2019 biskup pomocniczy Hanoi.

## Życiorys
Święcenia kapłańskie przyjął 10 czerwca 1994 i został inkardynowany do archidiecezji Hanoi. Po krótkim stażu wikariuszowskim w rodzinnym mieście odbył studia doktoranckie w Rzymie z teologii dogmatycznej. W 2001 powrócił do kraju i rozpoczął pracę w hanojskim seminarium, zaś w 2005 został jego rektorem.
15 października 2008 został mianowany biskupem pomocniczym Hanoi oraz biskupem tytularnym Thinisa in Numidia. Sakry biskupiej udzielił mu 5 grudnia 2008 ówczesny metropolita hanojski, abp Joseph Ngô Quang Kiệt. 26 stycznia 2019 przeszedł na emeryturę.